# Paul Karason
 (juillet 2025).
Paul Halldor Karason né le 14 novembre 1950 et mort le 23 septembre 2013, est un Américain de Bellingham, Washington, dont la peau est de couleur bleu-violet,.
Karason avait la peau claire (en) et des taches de rousseur jusqu'au début des années 1990. Sa peau est devenue bleue après avoir commencé à prendre un traitement maison à base d'argent colloïdal (en) et à frotter une préparation à base d'argent sur sa peau pour tenter de traiter des problèmes de sinus, de dermatite, de reflux acide et d'autres problèmes. Cela lui a fait développer une argyrie. En 2008, Karason s'est fait connaître après son apparition dans Today sur NBC. Il a affirmé que cela guérissait son reflux acide et son arthrite, mais a reconnu que c'était également la cause de son argyrie.
Karason a déménagé de l'Oregon vers la communauté de Madera, dans la vallée centrale de Californie, à l'été 2007, à la recherche d'une plus grande acceptation communautaire. Il se décrit comme une sorte de reclus. En 2012, Karason a perdu sa maison en raison d'une maladie cardiaque et d'un cancer de la prostate. Il a ensuite déménagé dans un refuge pour sans-abri à Bellingham, Washington.
En 2013, Karason est décédé après une crise cardiaque qui a entraîné une pneumonie et un grave accident vasculaire cérébral. Il était un gros fumeur et a subi un triple pontage coronarien en 2008. Il était séparé de sa femme au moment de sa mort,. Karason a continué à utiliser l'argent colloïdal jusqu'à sa mort.